# 옴 푸리
옴 푸리(Om Puri, 1950년 10월 18일 ~ 2017년 1월 6일)는 인도의 배우이다.
인도 국가영화상(National Film Awards) 남우주연상을 2회(1982, 1984) 수상한 바 있으며, 《우리는 파키스탄인(East Is East)》으로 1999년 BAFTA 남우주연상 후보에 올랐다. 2009년 필름페어 어워드(Filmfare Awards) 평생공로상을 받았다.
2017년 1월 6일 뭄바이의 자택에서 심장마비로 숨졌다.

## 서훈
- 1990년 인도 파드마 쉬리 훈장
- 2004년 대영 제국 훈장 명예 4등급(honorary OBE, 외국인대상 정원외 명예훈장)